# 高校野球全力応援TV ガチファン
『高校野球全力応援TV ガチファン 〜GUTS CHEER FUN〜』（こうこうやきゅうぜんりょくおうえんティーヴィー ガチファン ガッツチアーファン）は、千葉テレビ放送で2014年から2018年まで毎年、全国高等学校野球選手権千葉大会期間中に放送されていたスポーツニュース番組である。

## 概要
2013年まで毎年高校野球期間の夕方に放送されていた『速報!今日の高校野球』をリニューアルする形で、2014年より放送開始。
タイトルの『ガチファン』とは、「GUTS CHEER FUN」から「GCFUN」（ガチファン）と読ませたものである。
引き続き、夕方に当日行われた試合結果を速報ベースで伝える。
2017年までは、出場校の選手や応援団などが生出演できるのも同様であった（深夜帯前に放送される『高校野球ダイジェスト』では一般の出演者を入れていない）。ただし、その2017年は後述するとおり日替わりでの中継であるため、一般視聴者が生出演できるのは商業施設か超野球専門店CVでの放送時に限られる。『速報!今日の高校野球』では、基本的にチバテレ本社で生出演可能であったが、当番組ではチバテレ本社以外に大会期間中サテライトスタジオを設け、そこから生放送となっている。試合結果や翌日の試合紹介についてはチバテレ本社にフリーアナウンサーが待機しており、そのアナウンサーが担当する。
2018年はチバテレのスタジオからの放送に変更され、一般視聴者の生出演が廃止された。よって、ロケ先担当とチバテレ本社内担当で出演者を分けることもしなくなった。
毎年初回（開会式当日）には千葉県立袖ヶ浦高等学校書道部によるパフォーマンスが行われるのが恒例となっている。これは、公開生放送を廃止した2018年も継続されていた。
スタジオの一般参加者の中から毎日「今日のトミイチ!」（前年までの「今日のトミドコロ賞」）が選出され、番組で出演者が着用しているTシャツがプレゼントされるのも継続している。2018年は公開生放送を廃止したため、視聴者からのFAXで気に入った内容だったものにTシャツをプレゼントする方式に改められた。
2018年で『ガチファン』としての放送を終了。2019年からは『高校野球ダイジェスト 白球ナイン』として、『高校野球ダイジェスト』とタイトルロゴなどを統一化することになった。

### 中継先
- 2014年：千葉都市モノレール千葉駅コンコース（2013年の『速報!今日の高校野球』でも使用）
- 2015年：そごう千葉店1階特設会場[2]
- 2016年：プレナ幕張2階特設会場（海浜幕張駅南口駅前）[3]
- 2017年：千葉県内各地（下記の場所）に日替わりで、トミドコロらが出張[4]。
  - 千葉県立袖ヶ浦高等学校（11日） - 例年初日に恒例の書道部パフォーマンスとして出演
  - 千葉デザイナー学院（12日）
  - 超野球専門店CV（鎌ケ谷市）（13日、21日、22日） - 当年は、『高校野球ダイジェスト』でもスポンサー提供。これが事実上最後の公開生放送となった。
  - 千葉明徳高等学校（14日）
  - イオンモール成田（15日）
  - そごう千葉店（16日 - 18日）
  - 習志野市立習志野高等学校（19日）
  - 佐倉リトルシニア練習場（佐倉市）（24日）
  - 木更津総合高等学校（25日） - 当日行われた決勝戦で勝利し、甲子園出場を決めた高校

### テーマソング
テーマソングは2015年までは前身番組同様、ALLOVERの『世界でイチバン夏が好き』が使用され、高校野球中継の間にも流されていた。2016年からは黒崎れおんの『青春Summer』が使用される。
エンディングは、2014年がC-ZONE7の『Try Victory』、2015年がMAFINEの『青春コール』、2016年が The Ray Projectの『僕らのMerry-Go-Round』、2017年がGANG PARADEの『Beyond the Mountain』、2018年が 川崎鷹也の『またね、ヒーロー』で、こちらも高校野球中継の間にも流されている。

## 歴代キャスター

### 2018年のキャスター
- トミドコロ（2014年 - 2018年、MC、千葉県出身の元高校球児）
『速報!今日の高校野球』にも2012年から出演しており、当番組にも引き続き出演。2018年の当番組終了まで、前身番組から通算7年連続出演であった。2019年の『高校野球ダイジェスト 白球ナイン』からはいけだてつやにMCが変更となる。
- 川崎美海（2018年、アシスタント）
- 浦郷絵梨佳（2018年、アシスタント）

### 過去の出演者

#### サテライトスタジオ
アシスタントは2名いて、2015年までは初日・最終日を除き、どちらか1名が日替わりで出演していた。2016年は末永をスタジオでの盛り上げ役、川村を各球場の取材リポーターを主とした役割としている。
- 長谷川怜華（2017年）
- 川村真貴子（2015年 - 2016年、アシスタント、元高校野球マネージャー）
- 吉川七瀬（AKB48 Team8 千葉県代表）（2016年、応援キャラクター）
AKB48のスケジュールの都合上などにより、不定期出演（初日の2016年7月10日は欠席した）。
- 末永みゆ（2016年、アシスタント）
チバテレでは当番組出演当時、『超電光スパークルZ 木更津アサリ姫伝説』の君嶋綾陽・スパークルファイア役としても出演していた。
- 山口恵里奈（2014年 - 2015年、アシスタント）
- 刈川杏奈（2014年、アシスタント）

#### チバテレ本社
- 熊原吏佳子（2017年、セント・フォース所属）
- 森田真理華（2017年）
- 成田さやか（2016年、元高校野球マネージャー）
- 木下千恵子（2015年）
- 倉林知子（2014年）
2011年・2015年に『高校野球ダイジェスト』のアシスタントとして出演したことがある。

## 放送時間
- 2014年 - 2018年 18:30-18:55（調整日・雨天中止の場合は『日本ふるさと百景』『スポーツイチバン☆』（再放送）などの代替番組を放送）

開催期間中は通常平日18:30に放送されているアニメの再放送を休止する。なお、通常土日18時台に放送されている番組（『熱血BO-SO TV』および『浅草お茶の間寄席』）については、当該期間のみ19:00や20:00からの放送に変更される。そのため、日曜の『熱血BO-SO TV』再放送は、当番組の影響（高校野球期間）による7月から、8月放送の祭礼特番期間（例年7月開催の茂原七夕まつり、柏まつりなど）にかけて長期間休止となる。
18:55-19:00については、原則『チュバチュバワンダーランド』（5分版）で穴埋めされる（2015年以降の月曜は、本来16:25放送の『ビッグホップガーデンモール印西×チュバチュバワンダーランド天気予報』として放送）。土曜のみ、通常18:55-19:00に放送の『アクアワールド・大洗天気予報』を時間変更せずそのまま放送する。2016年は、これまで高校野球中継の試合と試合の間に穴埋めとして放送していた、県内の大学入学案内の『クローズアップキャンパス』を特定日に放送する。

## 関連番組
- 高校野球ダイジェスト - 大会期間中の深夜帯前に放送されるダイジェスト番組。2019年からは当番組もこのタイトルにリニューアルされる。
- 速報!今日の高校野球 - 2013年まで放送されていた前身番組